# 1972 في ألمانيا
فيما يلي قوائم الأحداث التي وقعت خلال عام 1972 في ألمانيا.

## أحداث
- 26 أغسطس – الألعاب الأولمبية الصيفية 1972
- 1 يناير – الألعاب البارالمبية الصيفية 1972
- 5 سبتمبر – عملية ميونخ 1972

## سياسة

### تعيين في المنصب
- 1 يناير – يورغين تودنهوفر عضو في البوندستاغ الألماني.
- 1 يناير – يورغين موليمان عضو في البوندستاغ الألماني.
- 7 يوليو – هلموت شميت وزير الشؤون الاقتصادية ‏، وزير المالية الاتحادي.
- 19 نوفمبر – مارتن بانغيه مان عضو في البوندستاغ الألماني.
- 13 ديسمبر – آنماري رينجر رئيس البوندستاغ.

### انتهاء فترة المنصب
- 1 يناير – كونراد أليرس المتحدث باسم الحكومة الاتحادية الألمانية ‏.
- 7 يونيو – كارل شيلر وزير المالية الاتحادي.
- 7 يوليو – هلموت شميت وزير الدفاع الألماني،وزير الشؤون الاقتصادية ‏.
- 31 أكتوبر – هاينتس كون رئيس البوندسرات.

## رياضة
- 30 يوليو – جائزة ألمانيا الكبرى 1972 الفائز جاكي إيكس.

## مواليد

### يناير
- 1 يناير – يان كوستن فاجنر كاتب ألماني.[1]
- 3 يناير – سفن رتك لاعب كرة قدم ألماني.[2]
- 17 يناير – بينو فورمان ممثل ألماني.[3]

### فبراير
- 11 فبراير – بيرند ماير لاعب كرة قدم ألماني.[4]
- 15 فبراير – ستيفن أريجبابو لاعب كرة سلة ألماني.
- 15 فبراير – كليمنس شيك ممثل ألماني.[5]
- 16 فبراير – ديرك دير
- 18 فبراير – تورستن شميت دراج ألماني.
- 20 فبراير – غاريث أونوين منتج أفلام بريطاني.
- 20 فبراير – كورينا هارني[6]
- 20 فبراير – ليث الدين
- 22 فبراير – كلاوديا بيخشستاين[7]
- 22 فبراير – ماركوس رول

### مارس
- 22 مارس – شون برادلي لاعب كرة سلة أمريكي.

### أبريل
- 16 أبريل – أندرياس ديتمير مُجدّف كانوي ألماني.[8]
- 29 أبريل – ماركو ريمر لاعب كرة قدم ألماني.[9]

### مايو
- 10 مايو – كاتيا سايزينغر متزحلقة جبال الألب ألمانية.[10]
- 10 مايو – كريستيان فورنز لاعب كرة قدم ألماني.[11]
- 28 مايو – بوريس بالمر سياسي ألماني.

### يونيو
- 14 يونيو – ماتياس إتريش
- 20 يونيو – سايمون فرهوفن[12]

### يوليو
- 17 يوليو – يورن رينزينبرينك لاعب كرة مضرب ألماني.

### سبتمبر
- 3 سبتمبر – تيم لوبينجير[13]
- 8 سبتمبر – ماركوس بابل لاعب كرة قدم ألماني.[14]
- 18 سبتمبر – جوديث وليامز
- 26 سبتمبر – يوهان بولو ممثل ألماني.[15]

### أكتوبر
- 17 أكتوبر – تاركان تاركان.
- 31 أكتوبر – ديتر فراي لاعب كرة قدم ألماني.[16]

### نوفمبر
- 3 نوفمبر – هوبرتوس هايل سياسي ألماني.[17]
- 24 نوفمبر – توماس شنايدر[18]

### ديسمبر
- 16 ديسمبر – يوليا كلوكنر سياسية ألمانية.[19]
- 22 ديسمبر – شتيفاني جونز لاعبة كرة قدم ألمانية.[20]
- 25 ديسمبر – مالك جندلي
- 27 ديسمبر – مالين شفيرتفيجر كاتبة سيناريو ألمانية.

## وفيات

### يناير
- 1 يناير – هوجو هارتونج (مواليد 1902) كاتب ومؤلف ألماني.[21]
- 17 يناير – كونراد ماير (مواليد 1902) سياسي ألماني.
- 25 يناير – إرهارد ميلخ (مواليد 1892)[22]
- 27 يناير – إليزابيث بلوخمان (مواليد 1892) بروفيسورة ألمانية.[23]

### فبراير
- 1 فبراير – كارل جرونبرج (مواليد 1891)
- 6 فبراير – اميل موريس (مواليد 1897) سياسي ألماني.
- 25 فبراير – ماغنوس زيلر (مواليد 1888) رسام ألماني.[24]
- 27 فبراير – ألبريشت يانسن (مواليد 1886) كاتب ومؤلف ألماني.

### مارس
- 26 مارس – اوسكار ريشر (مواليد 1883)

### أبريل
- 2 أبريل – فرانز هالدر (مواليد 1884)[25]
- 6 أبريل – هاينريش لوبكه (مواليد 1894) الرئيس الثاني لجمهورية ألمانيا الاتحادية (1959-1969).[26]
- 19 أبريل – أدولف باش (مواليد 1890)[27]

### مايو
- 4 مايو – يوهان ليوبولد هيراداتيري أمير ساكس كوبورج وغوتا (مواليد 1906)
- 23 مايو – نيكولاس دي كروستا (مواليد 1900) كاتب ألماني.

### يوليو
- 20 يوليو – فريديريش فليك (مواليد 1883) رجل أعمال ألماني.[28]

### أغسطس
- 1 أغسطس – إرفين ماديلونغ (مواليد 1881) فيزيائي ألماني.[29]

### نوفمبر
- 18 نوفمبر – شتانيسلاوس كوبيرسكي (مواليد 1910) لاعب كرة قدم ألماني.
- 25 نوفمبر – هانز شارون (مواليد 1893)[30]
- 28 نوفمبر – سيبيلا أميرة ساكس كوبورج وغوتا (مواليد 1908)[31]

### ديسمبر
- 9 ديسمبر – وليام ديتيرلي (مواليد 1893)[32]
- 17 ديسمبر – غيرهارد كونتشر (مواليد 1900)[33]
- 20 ديسمبر – جونتر أيش (مواليد 1907)[34]